# Oriol Romeu
Oriol Romeu Vidal (* 24. September 1991 in Ulldecona, Provinz Tarragona) ist ein spanischer Fußballspieler. Er steht als Leihspieler des FC Barcelona beim FC Girona unter Vertrag.

## Karriere

### Vereine
Romeu kam im Jahr 2004 vom Lokalrivalen Espanyol Barcelona zur Jugendakademie des FC Barcelona. Durch gute Leistungen in der A-Jugend des Klubs stieg er in der Saison 2008/09 zu FC Barcelona B auf. Sein Debüt für die zweite Mannschaft des FC Barcelona, die damals noch in der Tercera División spielte, gab er gegen UD Ibiza-Eivissa als zentraler Mittelfeldspieler. Am Ende der Saison schaffte die Mannschaft von Trainer Pep Guardiola den Aufstieg in die Segunda División B. Schon eine Spielzeit später stieg das Team ein weiteres Mal auf. Nach Siegen in den Relegationsspielen gegen UE Sant Andreu, Real Jaén und Polideportivo Ejido spielte Romeu mit Barça B ab der Saison 2010/11 in der zweithöchsten spanischen Spielklasse.
Im August 2010 kam er zu seinem Pflichtspieldebüt für die erste Mannschaft Barcelonas. Bei der 1:3-Niederlage gegen den FC Sevilla im Hinspiel des spanischen Superpokals spielte Oriol über die volle Spieldauer. Nachdem bereits einige Klubs, darunter Arsenal London und der FC Liverpool Interesse an Romeu bekundet hatten, verlängerte er wenig später seinen Vertrag bis 2012.
In der Saison 2010/11 bestritt Romeu 18 Spiele für den FC Barcelona B in der Segunda División, davon 16 in der Startaufstellung. Anfang des Jahres 2011 erlitt er einen Meniskusriss, der ihn für vier Monate am Spielen hinderte. Nach der ausgestandenen Verletzung gab er am 37. Spieltag dieser Saison sein Liga-Debüt für die A-Mannschaft. Am 4. August 2011 gab der FC Chelsea die Verpflichtung Romeus bekannt. Der FC Barcelona besitzt – im Gegensatz zu ursprünglichen Annahmen – keine Rückkaufoption, sondern ein Vorkaufsrecht, falls Chelsea den Spieler abgeben möchte. Zur Saison 2013/14 wechselte Romeu für ein Jahr auf Leihbasis zurück nach Spanien zum FC Valencia. Am 4. August 2014 wurde er für ein Jahr an den Bundesligisten VfB Stuttgart verliehen. In der Bundesliga debütierte er am 24. August 2014 (1. Spieltag) beim 1:1-Unentschieden im Auswärtsspiel gegen Borussia Mönchengladbach. Am 26. Mai 2015 verabschiedete sich Romeu von den Stuttgarter Fans und kehrte zu FC Chelsea zurück, obwohl er gerne ein weiteres Jahr bei Stuttgart geblieben wäre.
Zur Saison 2015/16 wurde Romeu zum FC Southampton für drei Jahre verpflichtet.
Im September 2022 verließ er England und unterschrieb er einen Vertrag beim FC Girona.
Ein Jahr später kehrte er zu seinem Jugendklub FC Barcelona zurück. Er unterschrieb einen Vertrag bis zum 30. Juni 2026, der eine Ausstiegsklausel in Höhe von 400 Millionen Euro enthält. Zur Saison 2024/25 wurde er zurück nach Girona verliehen.

### Nationalmannschaft
Romeus erstes Spiel für eine spanische Nationalmannschaft erfolgte am 3. Oktober 2007, als er für die U-17-Auswahl gegen Andorra debütierte. Nach weiteren vier Einsätzen für die U-17, mit der er 2008 Europameister wurde, bestritt Romeu anschließend 11 Einsätze für die U-19-Nationalmannschaft Spaniens. Mit der U-19 nahm Romeu an der Europameisterschaft 2009 teil. Für Spanien war das Turnier bereits nach der Vorrunde gelaufen. Romeu, der beim finalen Gruppenspiel gegen Frankreich mit der Roten Karte vom Platz gestellt wurde, war in allen drei Spielen in der Startformation.
Im selben Jahr war Romeu Teilnehmer der Junioren-Fußballweltmeisterschaft 2009. Dabei stand Romeu im letzten Gruppenspiel gegen Venezuela sowie beim Achtelfinal-K.O. gegen Italien in der Startformation. Ein Jahr später lief es für die Spanier bei der U-19-EM in Frankreich wesentlich besser. Mit Romeu als Stammspieler wurde Spanien erst im Finale von Gastgeber Frankreich mit 1:2 bezwungen.

## Erfolge

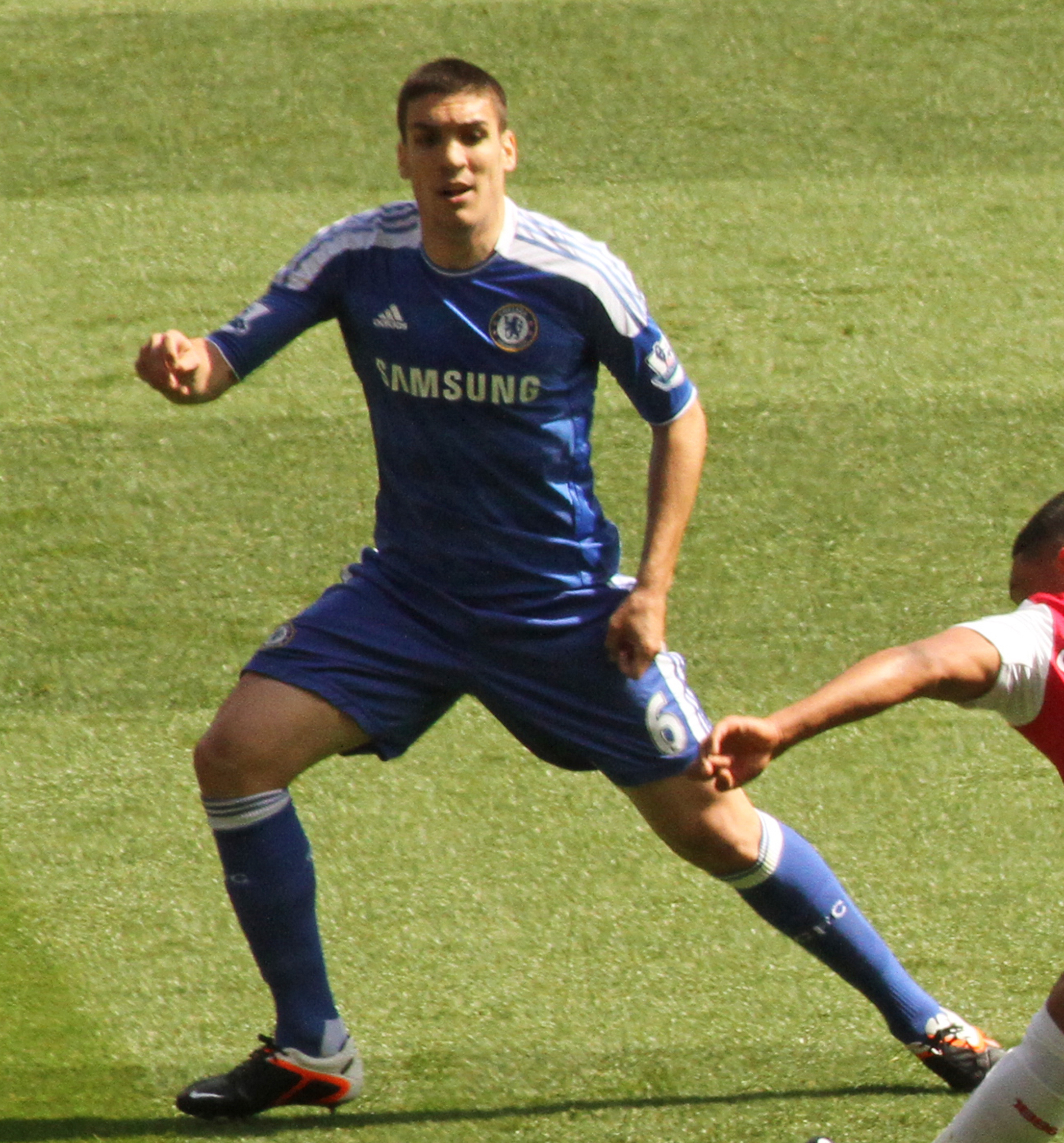
Oriol Romeu im Trikot des FC Chelsea (2012)

- Aufstieg in die Segunda División: 2010
- Supercopa de España: 2010
- U-17-Europameister: 2008
- U-19-Vize-Europameister: 2010
- UEFA Champions League: 2012